# Марія Терезія Габсбург-Есте
Марія Терезія Генрієтта Доротея (нім. Marie Therese Henriette Dorothea; 2 липня 1849, Брно — 3 лютого 1919, замок Вільденварт, Хімгау) — австрійська ерцгерцогиня дому Габсбург-Есте, принцеса герцогства Модена, королева Баварії (1913—1918).

## Біографія
Марія Терезія була єдиною дитиною в сім'ї ерцгерцога Фердинанда Карла, принца Моденського (1821—1849) та ерцгерцогині Єлизавети Марії Франциски. Коли Марії було всього 4 місяці, від тифу помер її батько. У 1854 році її мати вступила в другий шлюб з ерцгерцогом Карлом Фердинандом.
Опікун Марії Терезії, герцог Модени Франческо V, поєднав її шлюбом з 14-річним Фердинандом IV, великим герцогом Тосканським. Однак на Трійцю 1867 року, на похоронах своєї подруги Матильди, у Відні Марія Терезія зустрілася з юним баварським принцом Людвігом і взаємно покохала його. Герцог Модени був настільки обурений, що батько Людвіга, принц-регент Баварії Луїтпольд змушений був спеціально з'їздити до Зальцбургу для зустрічі та пояснення з ним.
22 жовтня 1867, в замку Зеелевіц у Моравії Марія Терезія побралася з Людвігом. 20 лютого 1868, у Віденському Гофбургу, в присутності імператора Франца-Йосифа I відбулося весілля, вінчав граф Шаффготч, єпископ Брненський (який свого часу проводив хрещення і конфірмацію Марії). Святкування весілля у Відні почалися ще до ритуалу і тривало понад тиждень. Святкування в Мюнхені, куди пара прибула 22 лютого, були скасовані у зв'язку з тяжкою хворобою Людвіга I. Марія Терезія з чоловіком оселилася в палаці Лойхтенберг.
Після смерті принца-регента Луітпольда 12 грудня 1912 новим принцом-регентом Баварії оголошений чоловік Марії Терезії. Після зміни Конституції Баварії він 5 листопада 1913 року став новим баварським королем, а 64-річна Марія Терезія стала першою баварської королевою католицького віросповідання. На початку грудня 1913 року з приводу свого сходження на престол пара дала великий бал, на якому був присутній і німецький імператор Вільгельм II.
З початком Першої світової війни Марія Терезія всю свою увагу присвятила допомозі пораненим і хворим солдатам, організації лазаретів, створенню жіночих організацій у допомогу німецькому Червоному хресту. 20 лютого 1918 відсвяткувала золоте весілля, пожертвувавши на честь цього на благодійні цілі з чоловіком 10 мільйонів рейхсмарок.
Так як війна, що стала національною катастрофою для Німеччини, наближалася до кінця, а баварська королівська сім'я продовжувала зберігати вірність «кайзеру», 7 листопада 1918 короля Людвіга III повалено з престолу, а Баварію проголошено республікою. З початком заворушень та масових антимонархічних демонстрацій у Мюнхені королівська сім'я втекла зі столиці в замок Вільденварт. Тут, у присутності своєї сім'ї, після тяжкої хвороби, королева померла уві сні вранці 3 лютого 1919 року, похована в Мюнхені. Чоловік помер 18 жовтня 1921 року в замку Шарвар, в Угорщині. За своїм бажанням похований поруч зі дружиною.
Марія Терезія була нащадкою англо-шотландського королівського дому Стюартів. У зв'язку з цим вона, після смерті свого дядька Франческо V, була проголошена якобітами (під ім'ям Марії III) королевою Англії, Шотландії, Ірландії та Франції. Проте Марія Терезія ніколи офіційно не приймала цього титулу. Після її смерті право на нього перейшов її синові Рупрехту.

## Родина
Чоловік — Людвіг III
Діти:
- Рупрехт Баварський (1869—1955), кронпринц Баварії

1. ∞ 1900 герцогиня Марія Габріела (1878—1912)
2. ∞ 1921 принцеса Антонія Люксембург-Нассау (1899—1954)

- Адельгунда Баварська (1870—1958) ∞ 1915 князь Вільгельм Гогенцоллерн-Зігмарінген (1864—1927)
- Марія Баварська (1872—1954) ∞ 1897 Фердинанд, герцог Калабрії (1869—1960)
- Карл (1874—1927)
- Франц (1875—1957) ∞ 1912 принцеса Ізабелла фон Крій (1890—1982)
- Матильда (1877—1906) ∞ 1900 принц Людвіг Гастон Саксен-Кобург і Гота (1870—1942)
- Вольфганг (1879—1895)
- Хільдегард Марія (1881—1948)
- Нотбурга (* / † 1883)
- Вільтруд Марія Алікс (1884—1975) ∞ 1924 герцог Вільгельм Карл фон Урах (1864—1928)
- Хельмтруд (1886—1977)
- Дітлінда (1888—1889)
- Гунделінда (1891—1983) ∞ 1919 граф Іоанн Георг фон Прейсінг-Ліхтенегг-МООЗ (1887—1924)

## Титули
- Липень 1849 — 20 лютого 1868: Її Імператорська і Королівська Високість ерцгерцогиня Марія Терезія Австрія-Есте
- 20 лютого 1868 — 5 листопада 1913: Її Імператорська і Королівська Високість Принцеса Марія Терезія Баварська
- 5 листопада 1913 — 13 листопада 1918: Її Величність Королева Баварії
- 13 листопада 1918 — 3 лютого 1919: Її Величність Королева Марія Терезія Баварська